# Fabien Morel

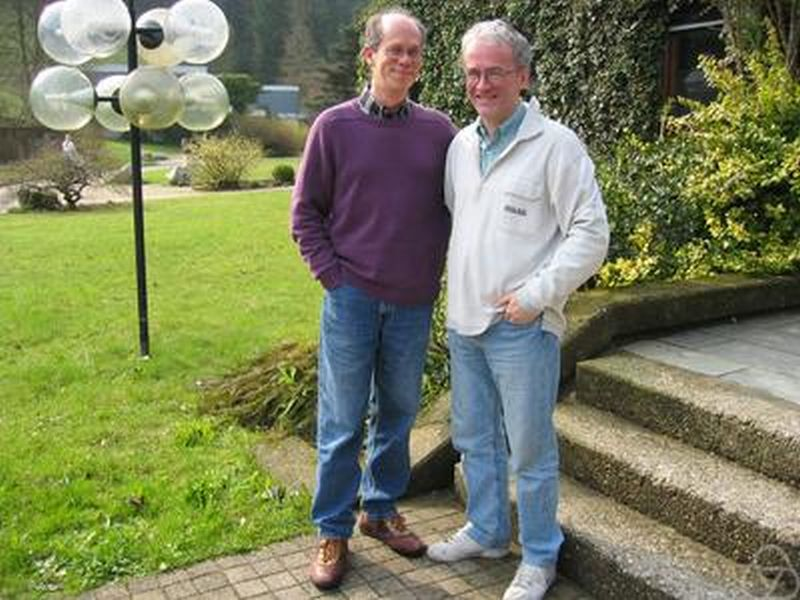
Marc Levine (links) mit Fabien Morel, Oberwolfach 2005

Fabien Morel (* 22. Januar 1965 in Reims) ist ein französischer Mathematiker, der sich mit algebraischer Geometrie und algebraischer Topologie beschäftigt.

## Leben
Morel wurde 1991 an der Universität Paris VII (Denis Diderot) bei Jean Lannes promoviert (Caractérisation des foncteurs homotopiques représentables par un espace pointé connexe et applications) und war dort in den 2000er Jahren Professor. Morel ist seit 2004 Professor an der Ludwig-Maximilians-Universität München. 2003 hielt er die Marston Morse Lectures am Institute for Advanced Study (Motivic Algebraic Topology). Mit Wladimir Wojewodski (Voevodsky) konstruierte er die A1-Homotopietheorie von Schemata in der algebraischen Geometrie und mit Marc Levine die Algebraische Kobordismentheorie.
2006 war er Invited Speaker auf dem Internationalen Mathematikerkongress in Madrid (A1-algebraic topology).

## Schriften
- A1-algebraic topology over a field. (= Lecture Notes in Mathematics. 2052). Springer, 2012, ISBN 978-3-642-29513-3.
- mit Marc Levine: Algebraic Cobordism. Springer, 2007, ISBN 978-3-540-36822-9.
- Homotopy theory of Schemes. American Mathematical Society, 2006 (französisch bei Societe Mathematique de France 1999)
- A1-algebraic topology. International Congress of Mathematicians. Vol. II In: Eur. Math. Soc. Zürich 2006, S. 1035–1059. (pdf)
- mit Vladimir Voevodsky: A1-homotopy theory of schemes. In: Pub. Math. IHES. Band 90, 1999, S. 45–143, (online)